# Клаус Волферман
 Клаус Волферман (Алтдорф код Нирнберга, 31. март 1946 — 18. децембар 2024) био је западнонемачки бацач копља. Освојио је златну медаљу на Олимпијским играма у Минхену 1972., а 1973. поставио је нови светски рекорд у тој дисциплини. Био је члан АК Бургкирхен, из Бургкирхен ан дер Алцу.
Такмичење у бацању копља на Играма 1972. у Минхену, било је једно од најзанимљивијих у олимпијскиј историји. Волферман је преузео вођство од светског рекордера Јаниса Лусиса из СССР-а у петој серији бацања, олимпијским рекордм од 90,48 метара. У последњем бацању Лусис је имао резултат 90,46 метара - два центиметра мање од Волфермана. То је и данас најмања разлика између побеника и другопласираног у бацању копља на олимпијским играма.
Дана 5. маја 1973. године у Леверкузену, Клаус Волферман поставио је нови светски рекорд у бацању копља, побољшавши Лусисев рекорд од 93,80 метара са новим 94,08 м. Волферманов рекорд је опстао до 26. јула 1976. године, када га је на Олимпијским играма 1976. у Монтреалу премашио мађарски бацач копља Миклош Немет за пола метра 94,58 м.
Због своје популарности, изабран је 1972. и 1973. за спортисту године у Западној Немачкој, а 1972. за спортисту Европпе, да би крајем прошлог века изабран, међу немачким бацачима копља, за спортисту века.
Године 2011. примљен је у кућу славних немачких спортиста.

## Значајнији резултати
| Година | Такмичење          | Место                   | Дисциплина   | Пласман | Резултат | Белешка |
| ------ | ------------------ | ----------------------- | ------------ | ------- | -------- | ------- |
| 1968   | Олимпијске игре    | Мексико Сити, Мексико   | Бацање копља | 16º     | 75,78 m  |         |
| 1971   | Европско првенство | Хелсинки, Финска        | Бацање копља | 6       | 80,82 м  |         |
| 1972   | Олимпијске игре    | Минхен, Западна Немачка | Бацање копља |         | 90,48 м  | ОР      |
| 1974   | Европско првенство | Рим, Италија            | Бацање копља | 5       | 83,36 м  |         |